# Leopold Vellguth
Leopold Vellguth (* 15. Februar 1877 in Bremen; † 18. Oktober 1946 in Flensburg) war ein deutscher Arzt und NS-„Rassenhygieniker“.
Vellguth legte das Abitur 1896 in Oldenburg (Oldenburg) ab, studierte Medizin in Göttingen und promovierte dort 1901. Er wurde 1904–1912 praktischer Arzt in Kirchtimke (Kreis Zeven) und Niebüll (Nordfriesland). Dann ging er in den Staatsdienst nach Flensburg und 1914–1916 nach Danzig. Von 1916 bis 1934 war er in Meldorf Kreisarzt der Kreise Süder- und Norderdithmarschen.
Mit 55 Jahren trat er am 1. Februar 1932 in die NSDAP ein (Mitgliedsnummer 959.290). 1934 bis 1937 wechselte er nach Dresden als Medizinalrat sowie Leiter des Sächsischen Erbgesundheitsamtes und stieg 1937–1942 zum Oberregierungsrat im Reichsinnenministerium auf. Zusätzlich trat er als Untersturmführer 1938 in die SS ein (Nr. 91.165) und wirkte 1938/39 im „Rasse- und Siedlungshauptamt“ (RuSHA). Zum Kriegsbeginn 1939 wurde er zum Führer der Sanitätssonderstaffel eingezogen, ging 1942 in den Ruhestand, bis auf eine Zeit als Betriebsarzt in einem Berliner Industriebetrieb.
Sein Sohn Hermann Vellguth war ebenfalls „Rassenhygieniker“.

## Schriften
- Die Pocken im Regierungsbezirk Schleswig von April 1916 bis August 1917: Übersicht über die Ergebnisse der Verimpfung von echtem Pockenstoff während des Jahres 1917, 1917
- Rassenhygieniscbe Propaganda; in: Praktische Gesundheitspflege in Schule und Haus, 2/1933. H. 2. S. 19–24
- Die Entwicklung und Pflege der Erbanlagen; in: Gesundheit und Erziehung 46/1933, H. 10, S. 360–365
- Eugenische Erfahrungen in einem schleswig-holsteinischen Landkreise (Dithmarschen), Schuetz, Berlin 1933